# The Hungry Heart
The Hungry Heart è un film muto del 1917 diretto da Robert G. Vignola. La sceneggiatura di Charles Maigne si basa sull'omonimo romanzo di David Graham Phillips pubblicato a New York nel 1909.

## Trama
Courtney, dopo il suo matrimonio con Richard Vaughan, va a vivere nella residenza dei Vaughan. Ma la sua vita non è felice: la vecchia governante la disprezza e il marito, un ricercatore chimico, passa il suo tempo a lavorare ai suoi esperimenti. Così, quando Courtney conosce Basil Gallatin, un collega del marito, si sente attratta da lui. I due vengono sorpresi mentre si abbracciano dalla governante che, al ritorno di Richard, assente in quel momento, racconta al padrone la situazione imbarazzante di cui è stata testimone. Gallatin sparisce e non si fa più vedere, mentre Richard chiede il divorzio dalla moglie.
Avendo letto della richiesta di divorzio, Gallatin ricompare. La situazione è esplosiva in tutti i sensi. I protagonisti del triangolo si trovano tutti insieme e Richard minaccia di provocare un'esplosione chimica, spaventando il rivale. Quella che non fugge, però, è Courtney che resta impavida faccia a faccia con il marito. I due, allora, si riconciliano.

## Produzione
Il film, prodotto dalla Famous Players Film Company, viene confuso talvolta con A Hungry Heart, un film del 1917 della World Film Corp. che venne registrato al copyright anche lui con il titolo The Hungry Heart, ma dal soggetto completamente differente.

## Distribuzione
Il copyright del film, richiesto dalla Famous Players Film Co., fu registrato il 22 ottobre 1917 con il numero LP11624.
Distribuito dalla Famous Players-Lasky Corporation e dalla Paramount Pictures, uscì nelle sale cinematografiche degli Stati Uniti il 5 novembre 1917. Non si conoscono copie ancora esistenti della pellicola che viene considerata presumibilmente perduta.